# Wasserschloss Hofheim

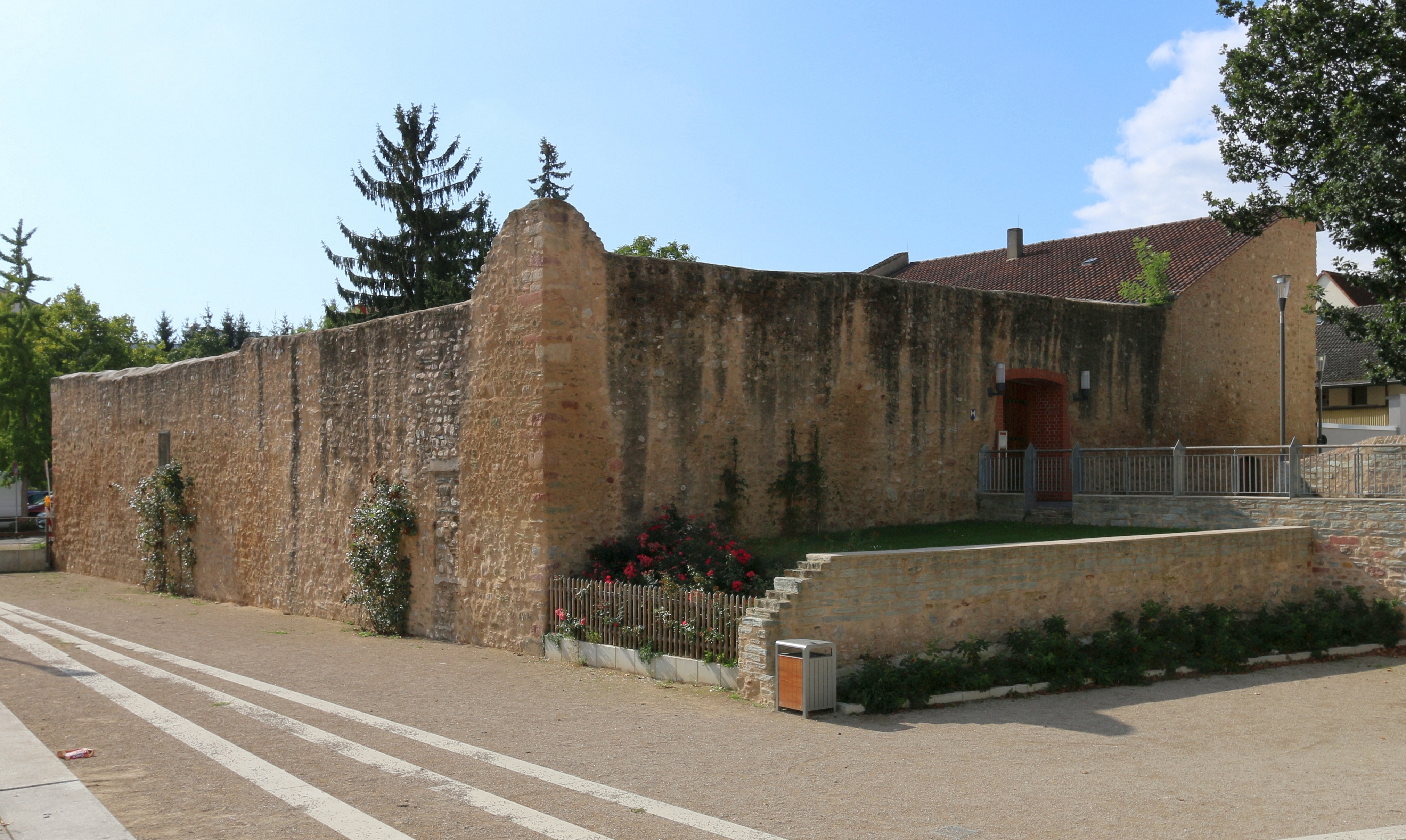
Die denkmalgeschützte Ruine der Stadtburg

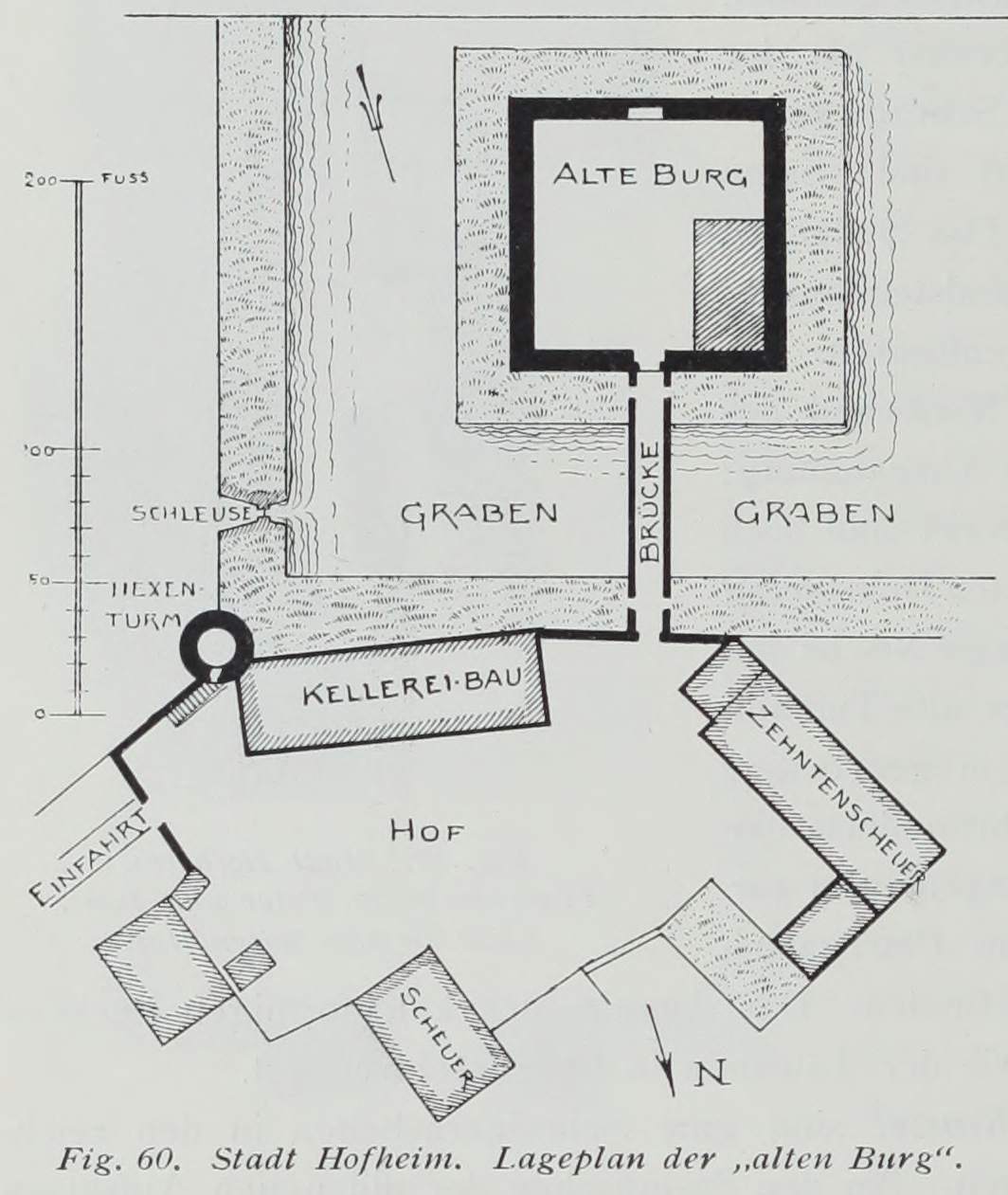
Lageplan von Burg und Vorburg

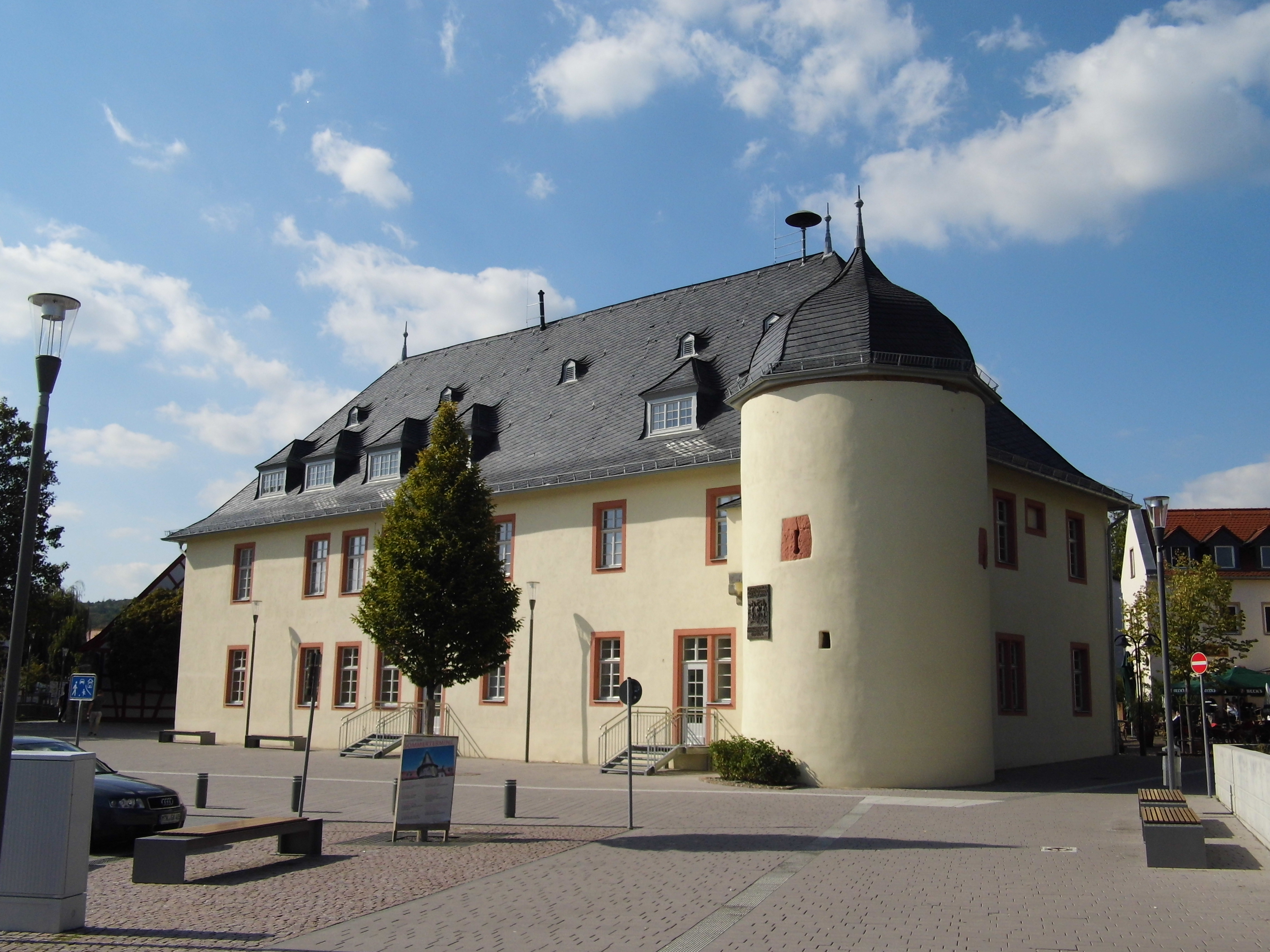
Das um 1720 errichtete neue kurmainzische Kellerei-Gebäude (Verwaltungsbau) im Bereich der ehemaligen Vorburg

Das Wasserschloss Hofheim ist eine teilweise erhaltene Wasserburg mit einem späteren Schloss (Kellerei) der Frühen Neuzeit am Kellereiplatz südwestlich der mittelalterlichen Stadtmauer in Hofheim am Taunus im Main-Taunus-Kreis in Hessen.

## Geschichte
Die Burg und ihre Reste sind die ältesten Gebäudeteile der Stadt Hofheim. Die Wasserburg wurde um 1352–56 von den Herren von Hofheim, den Grafen von Falkenstein, unmittelbar nach Verleihung des Stadtrechtes erbaut und 1356 als „Slois zu Hoiffheim“ erwähnt. Sie wurde dabei südlich außerhalb der damaligen Stadtmauer errichtet. Dabei wurden Teile eines römischen Grabsteines, die Abbildung eines berittenen Bogenschützen, im oberen Teil der Ringmauer verbaut. In der ersten Bauphase erfolgte neben der Errichtung der Ringmauer und des südlichen Tores mit Torturm vermutlich der Bau des Wohngebäudes im Westen der Kernburg.
1364 wurden Philipp VI. von Falkensteins Burg und Ort Hofheim während des „Reichskriegs“ (Falkensteiner Fehde 1364–1366) gegen den Landvogt Ullrich III. von Hanau, den vier Wetterauer Reichsstädten Frankfurt, Friedberg, Wetzlar und Gelnhausen und dem Erzbischof Kuno von Trier durch die Truppen von Kurmainz erobert. Mit dem Ende der Auseinandersetzungen kamen Stadt und Burg Hofheim an das Erzstift Mainz. Möglicherweise war Mainz nur Lehnsherr geworden, denn noch 1376 kann die Witwe Philipps, Agnes von Falkenstein-Münzenberg, ihre vier Söhne nur durch Zahlung von 10.500 Gulden aus der Gefangenschaft der Reifenberger befreien, indem sie ein Jahr zuvor, 1375, für die von Kuno von Trier geliehene Summe unter anderen Burg und Ort Hofheim als Pfand einbrachte.
1429 gelangten Burg und Ort in Pfandbesitz der Herren von Cronberg. Durch den Mainzer Erzbischof Diether von Isenburg kam es 1460 zum Rückerwerb der Burg. 1478 erwarben die Herren von Eppstein-Königstein die Burg als neuerlichen Pfandbesitz. Mit dem Aussterben der Herren von Eppstein im Jahre 1535 gelangte die Burg im Erbgang an die Grafen von Stolberg-Königstein. Dreißig Jahre später gelang es Mainz, die Pfandschaft erneut einzulösen und das Amt Hofheim wieder kurmainzisch werden zu lassen.
Ab 1433 war die Burg Sitz des kurmainzischen Kellers, bis von 1717 bis 1722 der Mainzer Kurfürst Lothar Franz von Schönborn das einem Schloss ähnliche Kellereigebäude, einen langgestreckten spätbarocken Bau im ehemaligen Vorburgbereich der alten Burg, mit einem Eckturm der Stadtmauer, dem sogenannten Hexenturm, nur wenige Meter nördlich der Burg errichten ließ. Für den Kurfürsten waren Gemächer im oberen Stockwerk reserviert.
Zwischen 1560 und 1570 sind umfangreiche Baumaßnahmen beurkundet, ein Marstall mit zwei darüberliegenden Speichern wurde 1562 erwähnt. Im Dreißigjährigen Krieg wurde die Burg in Mitleidenschaft gezogen, aber nicht niedergebrannt. Versuche, die Burg in der Mitte des 17. Jahrhunderts zu erneuern, unterblieben, so dass nach weiteren Sturmschäden 1667 der Palas abgebrochen werden musste. 1687 wurde das Kelterhaus an dieser Stelle errichtet. Von 1686 bis 1687 sind Instandhaltungsmaßnahmen am Marstall beschrieben.
Die Zerstörung der Burg vollzieht sich ab der ersten Hälfte des 18. Jahrhunderts schleichend. 1722, nach Verlegung des Sitzes des Kurmainzer Amtmanns in die neu erbaute Kellerei (die ehemalige Vorburg) innerhalb der Stadt, wird die Kernburg nun nur noch wirtschaftlich genutzt und verfällt. Wann die einzelnen Gebäude nach und nach verfallen oder abgerissen werden, ist nicht genau bekannt. In Folge der Französischen Revolution wurden jedoch Wasserschloss und Kellerei besetzt und zerstört.
Von 1803 bis 1806 mit dem Reichsdeputationshauptschluss und der Säkularisation von Kurmainz kommt das Amt (inklusive Burg) an das sich bildende Herzogtum Nassau. Im Verlauf der Ortserweiterung wurde 1811 der Wassergraben verfüllt. 1819 wird die Burg von dem Privatmann Philipp Joseph Weiler erworben. Zwischen 1876 und 1877/78 gelangte die Burg durch Kauf endgültig an die Stadt Hofheim. In den darauffolgenden einhundert Jahren erfuhr das Anwesen eine mehrfache Nutzungsänderung.
1975 wurde die ehemalige Kellerei Hofheimer Vereinen zur Nutzung überlassen. 1990–1991 durchgeführte archäologische Untersuchungen lassen eine genauere Altersbestimmung der ersten Gebäude zu. 2009/2010 wurde die Kellerei einer zweijährigen Grundsanierung unterzogen.

## Beschreibung

### Ehemalige Wasserburg
Die bis zu zehn Meter hohe teilerhaltene Ringmauer mit einer Mauerstärke von bis zu zwei Metern umfasste ein quadratisches Areal von 23 × 23 m Fläche fast genau nach den Himmelsrichtungen ausgerichtet. Im Merian-Stich des 17. Jahrhunderts sind in allen Ecken Wehrtürme zu sehen. In der Südmauer lag mittig das Haupttor, welches mit Torturm und Zugbrücke gesichert war. In der nördlichen Burgmauer befand sich ein weiteres Tor mit Zugbrücke aus jüngerer Zeit, welches über die teilweise erhaltene Bogenbrücke über den Wassergraben der Stadtmauer in den Ort führte. Die Vorburg, wohl nur der Wirtschaftshof der Burg, lag innerhalb der Stadtmauer im Bereich des heutigen Kellereigebäudes.
Es wird vermutet, dass ursprünglich nur die West- und Ostseite der Burg entlang der Burgmauer bebaut war. In der Nordwestecke der Burg wird der zweigeschossige Palas verortet. Vermutlich wurde dieser Fachwerkbau gegen Ende des 14. Jahrhunderts durch einen Steinbau ersetzt und nahm dann fast die gesamte Länge der Westmauer ein. Im 16. Jahrhundert wurde dem Palas wohl noch ein Südflügel beigefügt. An der Südmauer soll sich der Marstall und an der Ostseite der Burg sollen sich mehrere kleine Gebäude entlang der Burgmauer befunden haben, die im 16. bzw. 17. Jahrhundert durch massivere Bauten ersetzt wurden.

### Kellerei (Schloss)

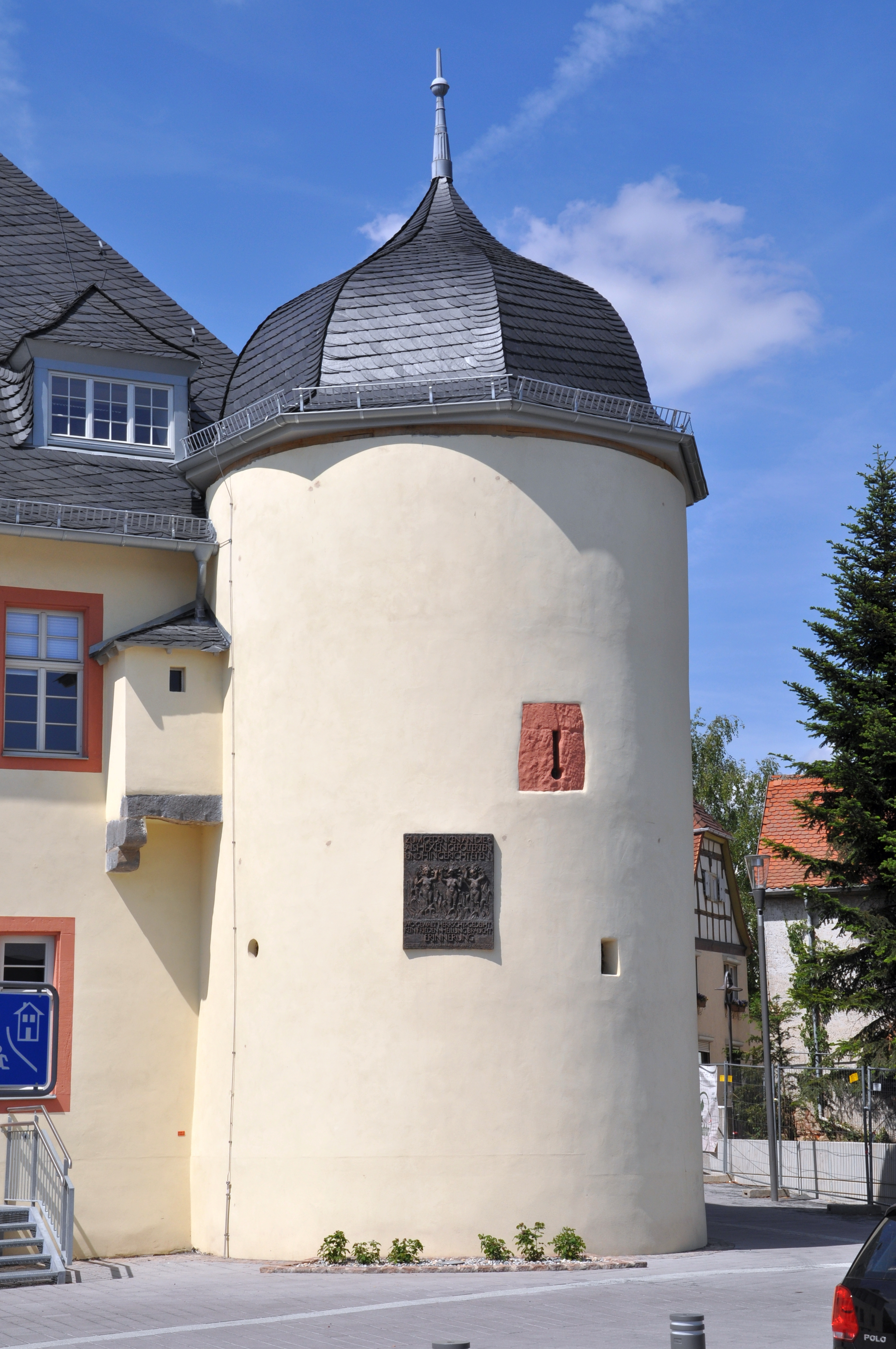
Hexenturm: Sichtbar sind die Gedenktafel, Schießscharten und der Aborterker am Kellereibau

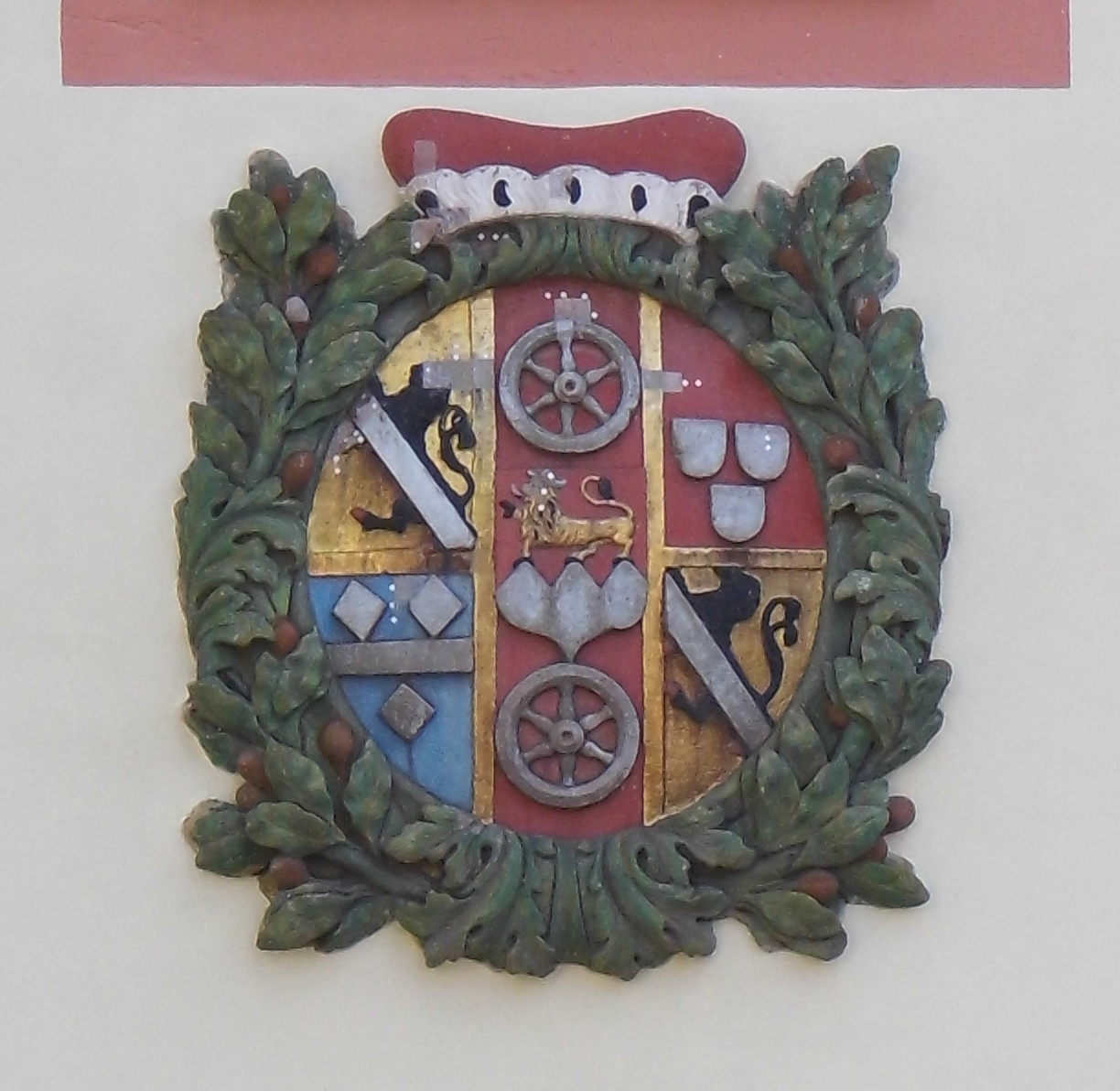
Kurmainzer Vollwappen

Das Kellereigebäude von um 1720, ein historischer Amtsbau und Verwaltungsstelle für Naturaliensteuern, konnte bei dendrochronologischen Untersuchungen nach der C14-Methode in den Grundmauern bis ins Jahr 1425/26 zurückverfolgt werden. Der spätbarocke, auf der Eingangsseite zehnachsige, zweigeschossige und langgezogen rechteckige Bau in Südwest-Nordost-Ausrichtung hat seinen Eingang mittig auf der Nordseite. Darüber befindet sich das kurfürstliche Mainzer Vollwappen. Die kurze Seite des Baus ist nur zweiachsig; während die Südseite eine unregelmäßige Fensterverteilung aufweist und an der Ostecke den Hexenturm mit einer barocken, polygonal geschweiften Haube angebunden hat. Der Eckturm weist Schießscharten und im Übergang zur südlichen Langseite des Kelleri-Gebäudes einen Aborterker auf. Auf der Südseite des runden Hexenturms befindet sich eine Gedenktafel für die Hofheimer Hexenverfolgungen. Der schlossähnliche massive Bau trägt ein hohes Walmdach.

## Gegenwart
Von der ehemaligen Burganlage ist noch die Burgmauer mit Toranlage und Torturm und der Brücke sowie das Kelterhaus im Inneren erhalten. Die zugehörigen Reste der Burgbrücke bestehen aus drei flach gespannten Bögen mit verwendeten Sandsteinquadern als Keilsteinen, deren Bruchsteinmauerwerk durch die vergleichbare Technik zeitlich zur Entstehung der Burgmauer einzuordnen ist.
Das ehemalige Kellereigebäude ist vollständig erhalten, saniert und wird von Vereinen der Stadt genutzt.
Die erhaltenen Burgreste und die ehemalige Kellerei sind ein Bau- und Kulturdenkmal sowie Bestandteil der Gesamtanlage Altstadt und von großer Bedeutung für die Ortsgeschichte Hofheims.